# Isabelle Gautheron
Pour les articles homonymes, voir Gautheron.
Isabelle Gautheron est une coureuse cycliste sur piste française, née le 3 décembre à Villeneuve-Saint-Georges. Spécialiste des épreuves de sprint, elle compte à son palmarès une médaille de bronze aux championnats du monde de vitesse de 1989.
Membre de l'équipe de France de 1982 à 1994, elle a fait partie du comité directeur de la FFC de 1984 à 1992.
Professeur de sports en 1991, elle intègre la direction départementale de la jeunesse et des sports de 1992 à 1999, puis devient cadre technique de la ligue Île-de-France de la Fédération française de cyclotourisme (FFCT), pour rejoindre finalement le cabinet du ministère des sports en 2003 comme conseillère technique. 
De 2005 à 2009, elle est Directrice technique nationale de la Fédération française de triathlon et de 1er mai 2009 à avril 2013, elle est Directrice technique nationale de la Fédération française de cyclisme. Depuis mai 2013 elle a rejoint le pôle ressource national sport et santé au Ministère des sports, de la jeunesse, de l'éducation populaire et de la vie associative et depuis octobre 2014, elle est Directrice technique nationale de la Fédération française de cyclotourisme.

## Palmarès sur piste

### Jeux olympiques
- Séoul 1988
  - 4e de la vitesse

### Championnats du monde
- Lyon 1989
  -  Médaillé de bronze de la vitesse

### Coupe du monde
- 1993
  - 2e du scratch à Hyères

### Grands Prix
- Grand Prix de Paris : 1982 et 1885
- Grand Prix de Hanovre : 1987, 1988 et 1990
- Grand Prix de Berlin : 1988, 1989 et 1990

### Championnats de France
- Championne de France de vitesse (6) : 1983, 1986, 1987, 1988, 1989 et 1990

### Six jours
- Six jours de Grenoble : 1984 et 1986 (avec Jeannie Longo)

## Palmarès sur route
- 1979
  -  Championne de France sur route juniors

## Records
- Record du monde du 200 m départ lancé : 11 s 383, le 16 août 1986 à Colorado Springs
- Record du monde du 500 m départ lancé : 30 s 590, le 14 septembre 1986 à Cali